# Кубок Польщі з футболу 2007—2008
Кубок Польщі з футболу 2007–2008 — 54-й розіграш кубкового футбольного турніру в Польщі. Титул у 13-й раз здобула Легія (Варшава).

## Календар
| Раунд                   | Дата                          | Матчі | Клуби   |
| ----------------------- | ----------------------------- | ----- | ------- |
| Перший попередній раунд | 1 серпня 2007                 | 3     | 65 → 62 |
| Другий попередній раунд | 31 липня - 8 серпня 2007      | 14    | 62 → 48 |
| Перший раунд            | 28 серпня - 4 вересня 2007    | 16    | 48 → 32 |
| 1/16 фіналу             | 25 вересня - 10 жовтня 2007   | 16    | 32 → 16 |
| 1/8 фіналу              | 30 жовтня - 18 листопада 2007 | 8     | 16 → 8  |
| 1/4 фіналу              | 1-2/8-9 квітня 2008           | 8     | 8 → 4   |
| 1/2 фіналу              | 22-23/30 квітня 2008          | 4     | 4 → 2   |
| Фінал                   | 13 травня 2008                | 1     | 2 → 1   |

## Перший попередній раунд
| Команда 1           | Рахунок | Команда 2                   |
| ------------------- | ------- | --------------------------- |
| 1 серпня 2007       |         |                             |
| Єзьорак (Ілава)     | +:-     | Ягеллонія-2                 |
| Корона-3 (Кельце)   | 0:4     | Сандеція-2                  |
| Нельба (Вонгровець) | 3:0     | ГКП (Гожув-Великопольський) |

## Другий попередній раунд
| Команда 1                         | Рахунок      | Команда 2                           |
| --------------------------------- | ------------ | ----------------------------------- |
| 31 липня 2007                     |              |                                     |
| Зніч (Прушкув)                    | 3:1          | Старт (Красностав)                  |
| 7 серпня 2007                     |              |                                     |
| КСЗО-2 (Островець-Свентокшиський) | 1:2          | Пшишлосьць (Рогув)                  |
| Окоцимський (Бжеско)              | 2:1          | Конкордія (Пйотркув-Трибунальський) |
| 8 серпня 2007                     |              |                                     |
| Рух (Високе-Мазовецьке)           | +:-          | Олімпія (Ельблонг)                  |
| КП Сопот                          | 0:1          | Єзьорак (Ілава)                     |
| Скальнік (Ґраче)                  | +:-          | Заглембє-2 (Любін)                  |
| Сталь (Сянік)                     | 0:1          | Сандеція-2                          |
| Погонь (Олесниця)                 | 3:1          | Лехія (Зелена Гура)                 |
| Влюкняж (Константинув-Лодзький)   | 2:1          | Лех (Рипін)                         |
| Орлента (Радинь-Підляський)       | 2:3          | Старт (Отвоцьк)                     |
| Вікторія (Короново)               | 3:2          | Нельба (Вонгровець)                 |
| Ярота (Яроцин)                    | 3:0          | КП Полице                           |
| ГКС (Тихи)                        | 2:0          | ТОР (Добжень-Великий)               |
| Лесьнік/Росса Маново              | 1:1 пен. 3:4 | Битовія-2 (Битом)                   |

## Перший раунд
| Команда 1                       | Рахунок      | Команда 2                       |
| ------------------------------- | ------------ | ------------------------------- |
| 28 серпня 2007                  |              |                                 |
| Рух (Високе-Мазовецьке)         | 1:2          | Ягеллонія (Білосток)            |
| Окоцимський (Бжеско)            | 0:2          | Заглембє (Сосновець)            |
| 29 серпня 2007                  |              |                                 |
| Єзьорак (Ілава)                 | 3:1          | ЛКС (Ломжа)                     |
| Зніч (Прушкув)                  | 1:0          | П'яст (Глівіце)                 |
| Пшишлосьць (Рогув)              | 1:2          | Унія (Яніково)                  |
| Сандеція-2                      | 0:0 пен. 3:2 | Подбескідзе                     |
| Погонь (Олесниця)               | 3:0          | Гурник (Польковіце)             |
| Влюкняж (Константинув-Лодзький) | 0:0 пен. 1:3 | Сталь (Стальова Воля)           |
| Старт (Отвоцьк)                 | 2:1 дч       | Полонія (Битом)                 |
| Вікторія (Короново)             | 1:0          | КСЗО (Островець-Свентокшиський) |
| Ярота (Яроцин)                  | 1:4          | Лехія (Гданськ)                 |
| ГКС (Тихи)                      | 3:0          | Кміта (Забежув)                 |
| Битовія-2 (Битом)               | 0:1          | Полонія (Варшава)               |
| Медзь (Легниця)                 | 2:3 дч       | Шльонськ (Вроцлав)              |
| Завіша (Бидгощ)                 | -:+          | Рух (Хожув)                     |
| 4 вересня 2007                  |              |                                 |
| Скальнік (Ґраче)                | 2:3 дч       | Одра (Ополе)                    |

## 1/16 фіналу
| Команда 1             | Рахунок      | Команда 2                              |
| --------------------- | ------------ | -------------------------------------- |
| 25 вересня 2007       |              |                                        |
| Ягеллонія (Білосток)  | 2:4          | Відзев (Лодзь)                         |
| Погонь (Олесниця)     | 0:3          | Вісла (Плоцьк)                         |
| Полонія (Варшава)     | 3:2          | Лех (Познань)                          |
| Вікторія (Короново)   | 0:3          | Заглембє (Любін)                       |
| Одра (Ополе)          | 1:0          | ГКС (Белхатув)                         |
| Сандеція-2            | 0:4          | Легія (Варшава)                        |
| 26 вересня 2007       |              |                                        |
| Шльонськ (Вроцлав)    | 2:2 пен. 4:5 | Вісла (Краків)                         |
| ГКС (Тихи)            | 0:0 пен. 4:2 | Одра (Водзіслав-Шльонський)            |
| Лехія (Гданськ)       | 2:2 пен. 5:4 | Гурник (Забже)                         |
| Зніч (Прушкув)        | 2:5          | Краковія                               |
| Рух (Хожув)           | 2:0          | Гурник (Ленчна)                        |
| Єзьорак (Ілава)       | 1:2          | Дискоболія (Гродзиськ-Великопольський) |
| Сталь (Стальова Воля) | +:-          | Погонь (Щецин)                         |
| Унія (Яніково)        | 1:2 дч       | Арка (Гдиня)                           |
| Старт (Отвоцьк)       | 0:1          | ЛКС (Лодзь)                            |
| 10 жовтня 2007        |              |                                        |
| Корона (Кельце)       | 2:0          | Заглембє (Сосновець)                   |

## 1/8 фіналу
| Команда 1             | Рахунок | Команда 2                              |
| --------------------- | ------- | -------------------------------------- |
| 30 жовтня 2007        |         |                                        |
| Рух (Хожув)           | 1:0     | Відзев (Лодзь)                         |
| Полонія (Варшава)     | 3:1     | Корона (Кельце)                        |
| Одра (Ополе)          | 0:2     | Заглембє (Любін)                       |
| 31 жовтня 2007        |         |                                        |
| Краковія              | 0:1     | Арка (Гдиня)                           |
| ГКС (Тихи)            | 1:3     | Вісла (Краків)                         |
| Сталь (Стальова Воля) | 1:3     | Дискоболія (Гродзиськ-Великопольський) |
| Легія (Варшава)       | 1:0     | ЛКС (Лодзь)                            |
| 18 листопада 2007     |         |                                        |
| Лехія (Гданськ)       | 5:1     | Вісла (Плоцьк)                         |

## 1/4 фіналу
| Команда 1                              | Заг. | Команда 2         | 1-й матч | 2-й матч |
| -------------------------------------- | ---- | ----------------- | -------- | -------- |
| 1/8 квітня 2008                        |      |                   |          |          |
| Дискоболія (Гродзиськ-Великопольський) | 2:1  | Рух (Хожув)       | 1:0      | 1:1      |
| 1/9 квітня 2008                        |      |                   |          |          |
| Арка (Гдиня)                           | 1:2  | Вісла (Краків)    | 0:0      | 1:2      |
| 2/9 квітня 2008                        |      |                   |          |          |
| Заглембє (Любін)                       | 8:2  | Полонія (Варшава) | 5:0      | 3:2      |
| Легія (Варшава)                        | 2:0  | Лехія (Гданськ)   | 1:0      | 1:0      |

## 1/2 фіналу
| Команда 1         | Заг.    | Команда 2                              | 1-й матч | 2-й матч |
| ----------------- | ------- | -------------------------------------- | -------- | -------- |
| 22/30 квітня 2008 |         |                                        |          |          |
| Легія (Варшава)   | 1:1 (ч) | Заглембє (Любін)                       | 0:0      | 1:1      |
| 22/30 квітня 2008 |         |                                        |          |          |
| Вісла (Краків)    | 1:0     | Дискоболія (Гродзиськ-Великопольський) | 0:0      | 1:0      |

## Фінал
| 13 травня 2008 18:00 (EEST) |

| Легія (Варшава) | 0:0      | Вісла (Краків) |
| --------------- | -------- | -------------- |
|                 | Протокол |                |

| Стадіон ГКС, Белхатув Глядачів: 5 000 Арбітр: Ґжеґож Ґілевський |

|                                                   |     | Пенальті                                              |  |
| Шала · Роджер · Смоліньський · Вукович · Вавжиняк | 4:3 | Гловацький · Зеньчук · Клебер · Пауліста · Бащинський |  |